# Tricyrtis suzukii
Tricyrtis suzukii là một loài thực vật có hoa trong họ Măng tây. Loài này được Masam. miêu tả khoa học đầu tiên năm 1931.